# I Walk the Line (Band)
I Walk the Line ist eine finnische Punkrock-Band, die sich nach dem gleichnamigen Johnny-Cash-Song benannte.

## Geschichte
Die Band wurde 2003 in Helsinki gegründet und war ein Nebenprojekt von Wasted und Manifesto Jukebox, das sehr schnell Punk-, Hardcore- sowie verschiedenste Rock-Freunde auf Konzerten vereinigte. Die Gruppe spielt Midtempo-Punkrock, der Unterstützung durch eine Orgel erhält. Selbst beschreiben sie ihre Musik als „düsteren Melodikpunk“, deren Einflüsse von Rocket from the Crypt und The Clash über Devo und Adolescents bis zu Wipers und The Cure reichen.
Im Februar 2004 erschien das erste Album Badlands, dem Tourneen in Deutschland und dem Vereinigten Königreich folgten. Das zweite Album Desolation Streets erschien 2006 in Deutschland und Finnland und es folgte im Juli die Single Diamond Eyes. Nachdem Desolation Streets 2007 auf einem amerikanischen Label erneut erschienen war, tourte die Band in den USA, Japan und Europa. 2008 erschien die Singleauskopplung des gleichnamigen Albums Black Wave Rising, das die bisher die letzte Veröffentlichung der Finnen war.

## Diskografie

### Alben
- Badlands (Combat Rock Industry / Boss Tuneage / Februar 2004)
- Desolation Street (Combat Rock Industry / Januar 2006 | Gearhead / Januar 2007)
- Black Wave Rising (Combat Rock Industry / April 2008)
- Language of the Lost (Combat Rock Industry / Februar 2010)

### Singles
- Diamond Eyes (Combat Rock Industry / Juli 2006)
- Black Wave (Combat Rock Industry / März 2008)